# Yi Xin

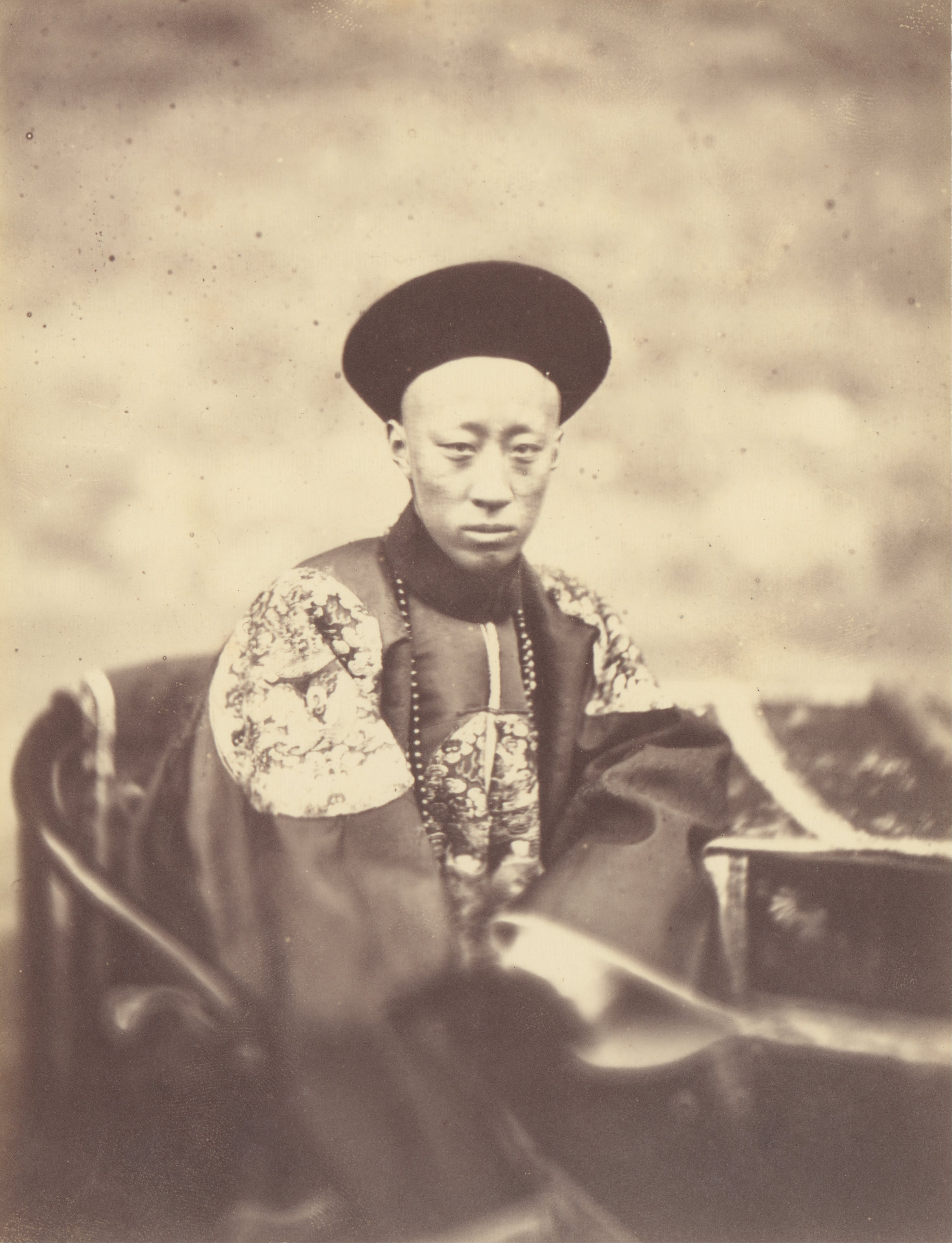
Yi Xin (Prins van de Eerste Orde Gong) in 1860

Aisin Gioro Prins Yi Xin (奕訢; Yì Xīn)(11 januari 1833 - 29 mei 1898)  was de zesde zoon van keizer Daoguang. Zijn moeder was een bijvrouw van de Mongoolse Borjigit stam. Zij zou later de vereerde titel keizerin Xiao Jing Cheng krijgen. Hij werd geboren in het dertiende regeringsjaar van zijn vader. Yi Xin had twee oudere broers en een zus geboren bij dezelfde moeder. Zijn broers stierven beiden jong maar zijn zus werd volwassen en kreeg de titel staatsprinses Shou En (1830-1859). 
In 1840 overleed de keizerin, de eerste en belangrijkste vrouw van zijn vader. Yizhu, hun zoon, werd opgevoed door Yi Xin's moeder. Yi Xin groeide samen met deze Yizhu op en ze gingen samen naar school. Na de dood van zijn vader kreeg Yi Xin de titel Gong Prins van de Eerste Orde (恭親王; Gōng Qīnwáng) en besteeg Yizhu de troon als keizer Xianfeng. Tijdens de regeringsperiode van zijn broer had Yi Xin geen belangrijke rol. Pas na de dood van zijn broer in 1861 begon Yi Xin zich te bemoeien met politiek. Een aantal andere prinsen en ministers probeerden de macht van keizer Tongzhi, zijn vijf jaar oude neefje, over te nemen. Met hulp van prins Yi Xin en de moeder van de jonge keizer, keizerin-weduwe Cixi, slaagden zij erin om de oppositie te verslaan. 
Tijdens de regeringsperiode van keizer Tongzhi (1861-1875) kreeg Gong veel inspraak in de politiek. In 1875 overleed keizer Tongzhi onverwacht en moest er een nieuwe keizer worden aangewezen. Keizerin-weduwe Ci'an wilde dat een zoon van Gong keizer werd maar dit werd afgewezen door Cixi. Uiteindelijk werd een zoon van Gong's jongere broer uitgekozen. Deze zou uitgeroepen worden tot keizer Guangxu. In 1880 werd Yi Xin als het ware door de keizerin-weduwen ontslagen en dit doordat hij hen zou beledigd hebben. In 1890 vroeg keizerin-weduwe Cixi of hij zijn baan in de politiek terug wilde hebben. Prins Gong stierf echter een aantal jaren later in het 23ste regeringsjaar van keizer Guangxu. Na zijn dood kreeg hij de vereerde titel, Prins van de Eerste Orde Gong Zhong (恭忠親王; Gōng Zhōng Qīnwáng). 

## Familie
- Vader: keizer Daoguang (1782-1850).
- Moeder: keizerin Xiao Jing Cheng, "zij was destijds een bijvrouw van de tweede rang" (1812-1855)
- Oudere halfbroer: keizer Xianfeng (1831-1861)
- Jongere halfbroer: prins Yi Xuan (1840-1890)
- Vrouw: een dame van de Guargiyastam (1834-1880)
- Dochter: prinses Rong Shou (1854-1924), later geadopteerd door keizerin-weduwe Cixi.